# يانيك ميرتينز
يانيك ميرتينز مواليد 25 يونيو 1987 في آندرلخت، هو لاعب كرة مضرب بلجيكي بدأ مسيرته كمحترف سنة 2006 يلعب باليد اليمنى. أعلى تصنيف له في الفردي كان المركز الـ 191 في سنة 2015. أعلى تصنيف له في الزوجي كان المركز الـ 363 في سنة 2011.

## وصلات خارجية
- يانيك ميرتينز على موقع رابطة محترفي التنس (الإنجليزية)
- يانيك ميرتينز على موقع الاتحاد الدولي لكرة المضرب (الإنجليزية)
- يانيك ميرتينز على موقع خلاصة التنس.كوم (الإنجليزية)
- يانيك ميرتينز على موقع إي إس بي إن.كوم (الإنجليزية)
- الموقع الرسمي